# Manon (film)
Manon is een Franse dramafilm uit 1949 onder regie van Henri-Georges Clouzot. De film is gebaseerd op de roman Manon Lescaut (1731) van de Franse auteur Antoine François Prévost. Hij won met deze film de Gouden Leeuw op het Filmfestival van Venetië.

## Verhaal
De Franse verzetsheld Robert Dégrieux is verliefd op Manon, die gecollaboreerd heeft met de nazi's. Wanneer woedende dorpelingen Manon achternazitten, redt Léon haar van een wisse dood. Ze verhuizen naar Parijs, maar daar verzeilen ze in de criminaliteit. Ze emigreren vervolgens naar Palestina. De redding lijkt er nabij, maar dan sterft Manon bij een overval door woestijnrovers.

## Rolverdeling
| Acteur            | Personage       | Nota                          |
| ----------------- | --------------- | ----------------------------- |
| Serge Reggiani    | Léon Lescaut    |                               |
| Michel Auclair    | Robert Dégrieux |                               |
| Cécile Aubry      | Manon Lescaut   |                               |
| Andrex            |                 | Sjacheraar                    |
| Raymond Souplex   | M. Paul         |                               |
| Gabrielle Dorziat | Madame Agnès    |                               |
| André Valmy       | Besnard         | luitenant                     |
| Henri Vilbert     | Mouscat         |                               |
| Daniel Ivernel    |                 | een soldaat in de trein       |
| Dora Doll         | Juliette        |                               |
| Simone Valère     | Isé             | het dienstmeisje              |
| Gabrielle Fontan  |                 | de verkoopster aan het toilet |
| Michel Bouquet    |                 | een helper                    |
| Robert Dalban     | Bernier         | de stewart                    |